# Claveria (Masbate)
Pour les articles homonymes, voir Claveria.
Claveria est une localité de la province de Masbate, aux Philippines. En 2015, elle compte 43 693 habitants.